# Храм Святителя Николая (Старая Станица)
Храм Святителя Николая —  православная церковь Шахтинской епархии Русской православной церкви, расположенная в хуторе Старая Станица Каменского района Ростовской области. Относится к Каменскому благочинию.
Расположена по адресу: Каменский район, Старая Станица, ул. Ленина, 59а, на центральной площади хутора.

## История
Дата постройки церкви неизвестна. Была единственным храмом в хуторе до постройки нового храма Сергия Радонежского.
Настоятель — иерей Краснов Михаил Юрьевич.